# Єжевич
Єжевич (хорв. Ježević) — населений пункт у Хорватії, у Сплітсько-Далматинській жупанії у складі міста Врлика.

## Населення
Населення за даними перепису 2011 року становило 236 осіб.
Динаміка чисельності населення поселення:

## Клімат
Середня річна температура становить 11,17 °C, середня максимальна — 25,48 °C, а середня мінімальна — -4,41 °C. Середня річна кількість опадів — 984 мм.
| Клімат поселення                              | Клімат поселення | Клімат поселення | Клімат поселення | Клімат поселення | Клімат поселення | Клімат поселення | Клімат поселення | Клімат поселення | Клімат поселення | Клімат поселення | Клімат поселення | Клімат поселення | Клімат поселення |
| Показник                                      | Січ.             | Лют.             | Бер.             | Квіт.            | Трав.            | Черв.            | Лип.             | Серп.            | Вер.             | Жовт.            | Лист.            | Груд.            |                  |
| Середній максимум, °C                         | 8,76             | 9,40             | 12,57            | 16,45            | 21,22            | 24,91            | 25,48            | 25,46            | 21,22            | 16,71            | 11,45            | 8,50             |                  |
| Середня температура, °C                       | 2,16             | 2,83             | 5,97             | 9,88             | 14,64            | 18,34            | 20,72            | 20,69            | 16,48            | 11,95            | 6,70             | 3,76             |                  |
| Середній мінімум, °C                          | −4,41            | −3,76            | −0,6             | 3,28             | 8,05             | 11,75            | 15,96            | 15,94            | 11,72            | 7,19             | 1,94             | −1               |                  |
| Норма опадів, мм                              | 76               | 70               | 75               | 85               | 74               | 74               | 53               | 63               | 89               | 103              | 121              | 101              |                  |
| Середньомісячна швидкість вітру, м/с          | 1.80             | 2.08             | 2.30             | 2.26             | 2.04             | 1.80             | 1.80             | 1.66             | 1.75             | 1.80             | 2.05             | 2.05             |                  |
| Середньомісячна сонячна радіація, кДж/м²·день | 5181             | 7902             | 11616            | 15988            | 19704            | 22327            | 23853            | 21020            | 15656            | 10202            | 5699             | 4422             |                  |
| --------------------------------------------- | ---------------- | ---------------- | ---------------- | ---------------- | ---------------- | ---------------- | ---------------- | ---------------- | ---------------- | ---------------- | ---------------- | ---------------- | ---------------- |
| Джерело:                                      |                  |                  |                  |                  |                  |                  |                  |                  |                  |                  |                  |                  |                  |